# Gilów (Niemcza)

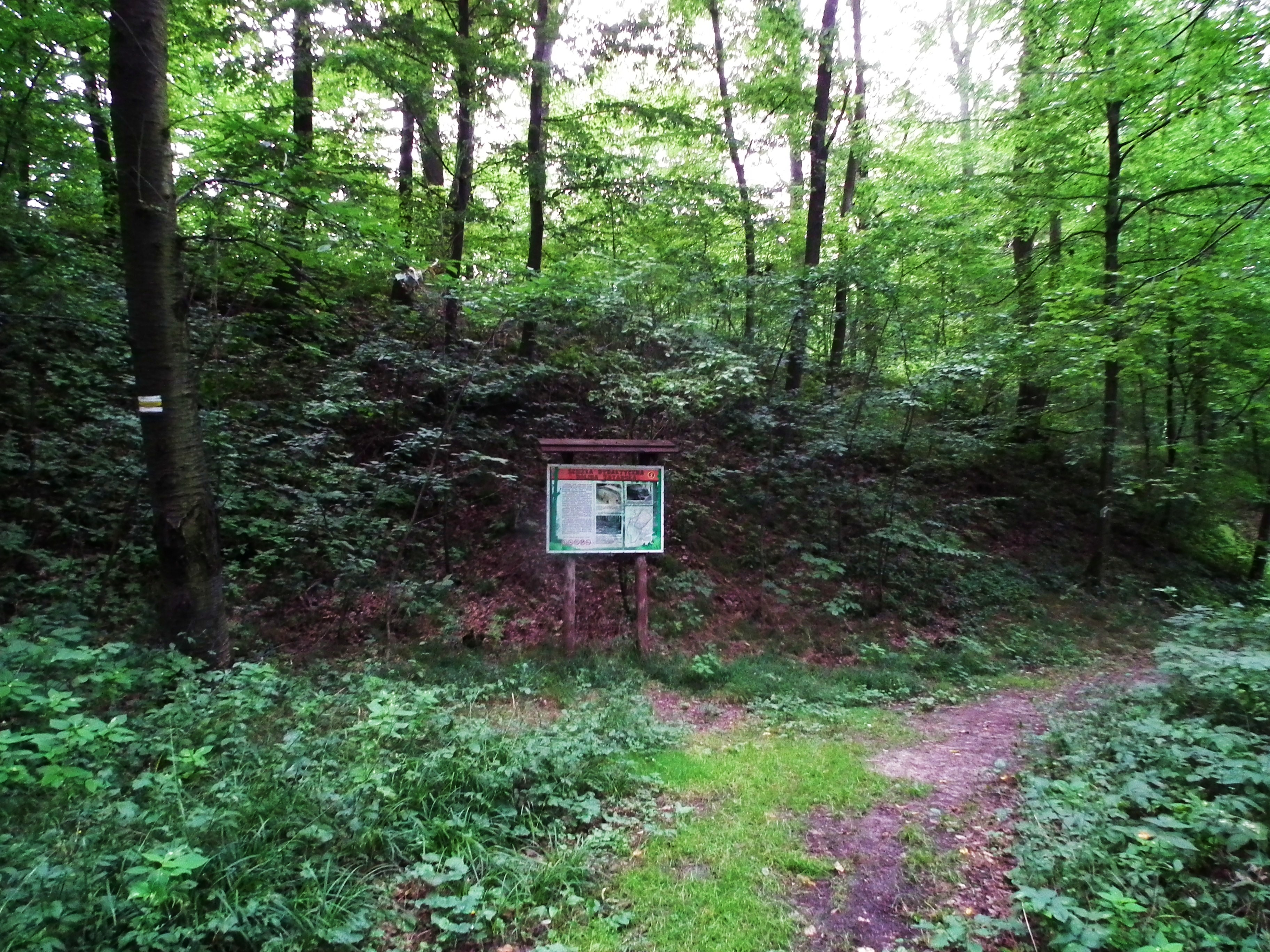
Tatarenschanze bei Gilów

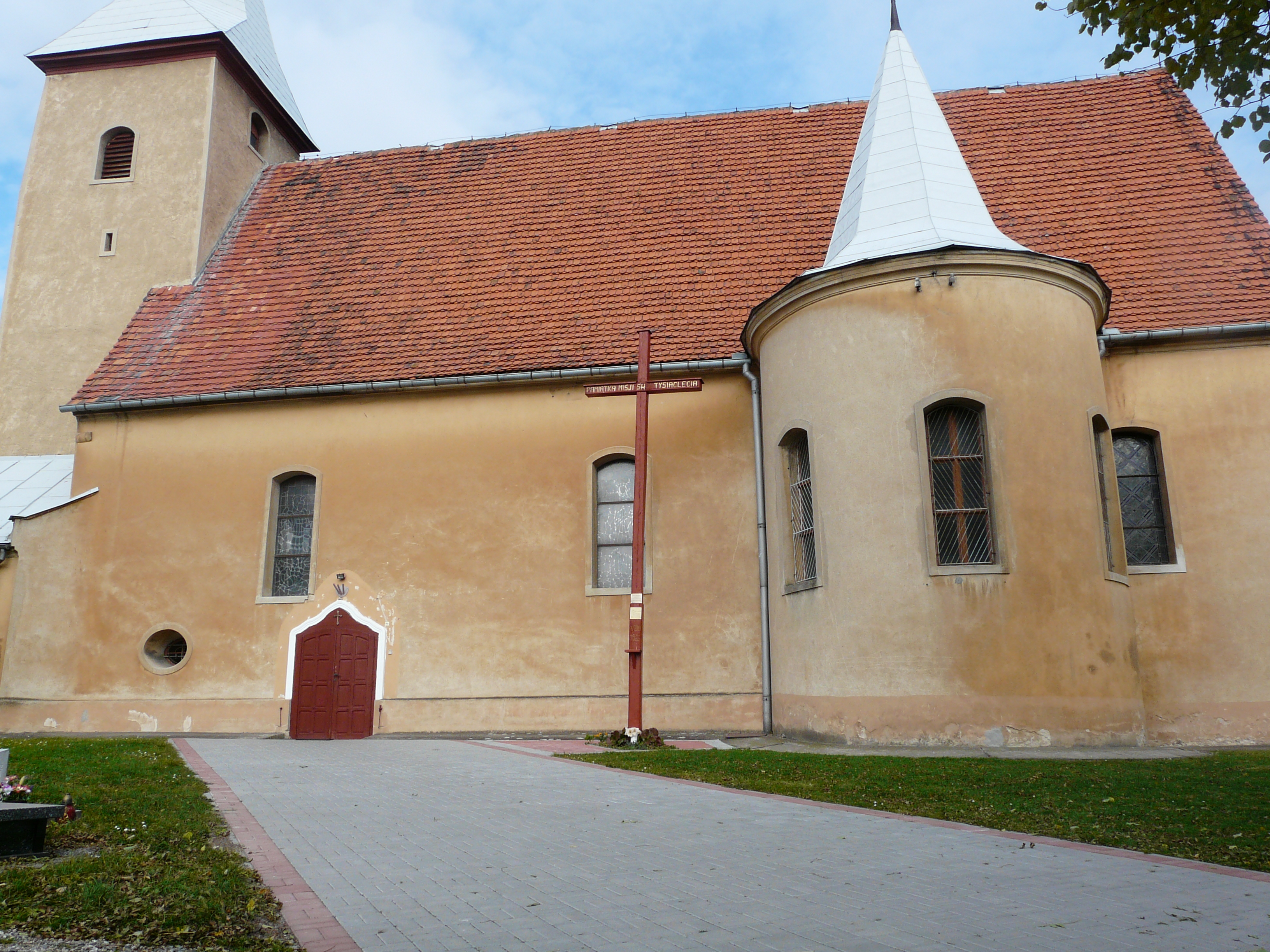
St. Hedwig in Gilów

Gilów (deutsch Girlachsdorf; veraltet auch Girlsdorf) ist ein Dorf in der Stadt- und Landgemeinde Niemcza (Nimptsch) im Powiat Dzierżoniowski der Woiwodschaft Niederschlesien in Polen.

## Lage
Gilów liegt etwa sechs Kilometer westlich von Niemcza (Nimptsch), 15 Kilometer östlich von Dzierżoniów (Reichenbach), und 49 Kilometer südwestlich von Breslau. Nachbarorte sind Byszów (Seherrswaldau) im Westen, Piława Górna (Gnadenfrei) im Süden und Jasinek im Osten.
Südlich des Dorfes liegt der früher sogenannte Girlsberg, an dem weißgrauer und blauer Kalkstein gewonnen wurde. Außerhalb des Dorfes, an der Straße nach Nimptsch in der Nähe des Schlosses, befindet sich der früher sogenannte Höllengrund, unter der deutschen Bevölkerung auch als Storch-Feldstraßen-Kretscham bezeichnet. Der Hügel an der Straße über dem Berg wurde Tatarenschanze genannt. Jenseits des Berges liegt der romantische Höllengrund.

## Geschichte
Lange vor der eigentlichen Gründung von Girlachsdorf existierte in der Nähe am sogenannten Höllengrund ein eisenzeitlicher Stützpunkt, der später im Volksmund als Tatarenschanze bzw. Schanzenberg bezeichnet wurde. Archäologen wiesen bei seit 1958 durchgeführten Ausgrabungen an dem drei bis vier Hektar großen Areal die Überreste einer befestigten Siedlung aus dem 9. bis 10. Jahrhundert nach. Neben Spuren eines freistehenden Ofens und Gebäuden, wurden auch bewegliche Artefakte, wie Sporen, Beschläge und Keramiken geborgen. Am Fuße des Hügels ließ sich ein Erddamm nachweisen. Möglicherweise steht der Standort in Zusammenhang mit der Burg Nimptsch und könnte den dortigen Bewohnern als provisorisches Lager bei Brandkatastrophen gedient haben. 1335 erscheint erstmals im Register des Nuntius Gallhardus die „ecclesia de villa Gerlaci“. Der Ort wurde 1387 als Girlachsdorff erwähnt. Der deutsche Name lässt auf eine Gründung im Zuge der Ostkolonisation durch deutsche Siedler schließen.
Das Straßenangerdorf Girlachsdorf war früher in zwei Anteile mit separaten Herrschaften bzw. Verwaltungseinheiten unterteilt. 1654 besaß beide Anteile zusammen Joachim Friedrich von Reibnitz. Nach dem Ersten Schlesischen Krieg fiel Girlachsdorf 1741/42 mit dem größten Teil von Schlesien an Preußen. Die alten Verwaltungsstrukturen wurden aufgelöst und Girlachsdorf in den Landkreis Reichenbach eingegliedert, mit dem es bis 1945 verbunden blieb. 1792 umfasste Girlachsdorf im Fürstentum Schweidnitz:
1. den Tschirschky-Anteil mit zwei Vorwerken, einem Schulhaus, 16 Bauern, 17 Gärtnern, elf Häuslern, und 275 Einwohnern. Als Besitzer des ersten Anteiles sind im 18. Jahrhundert belegt: 1740 die Königsdorff’schen Erben, welche es an einen Herren von Haupt verkauften, 1768 George Wenzel Baron von Loos, darauf ein der Kreisdeputierter von Tschirschky bzw. Tschirski.
2. den Seidlitz-Anteil mit einer katholischen Kirche die früher evangelisch war, einem Pfarr- und ein Schulhaus, 13 Bauern, 11 Gärtnern, 15 Häuslern und 213 Einwohnern. Als Besitzer des zweiten Anteiles sind im 18. Jahrhundert folgende Personen belegt: 1740 ein Graf von Sternberg, von ihm erbte es dessen Sohn, welcher den Anteil an den Justizrat des Kreises Nimptsch von Seidlitz verkaufte.[5]
3. die Kolonie Johannisthal mit einigen im Wald gelegenen Häusern.

Seit 1815 gehörte Girlachsdorf zum Regierungsbezirk Reichenbach und nach dessen Auflösung 1820 zum Regierungsbezirk Breslau in der Provinz Schlesien. 1845 umfasste Girlachsdorf:
1. Anteil Julius Ferdinand Nitschke gehörend mit 78 Häuser, ein herrschaftliches Wohnhaus, zwei Vorwerke, 640 Einwohner (davon 138 katholisch), eine evangelische Schule, eine Lokalie, eine Wassermühle, eine Windmühle, zwei Schankhäuser, eine herrschaftliche Brauerei, eine Brennerei, ein Wirtshaus, 22 Baumwollwebstühle, zwei Leinwebstühle, 18 Handwerker, sechs Händler und 239 Rinder.
2. Anteil dem Landesältesten, Leutnant und Landrat von Prittwitz-Gaffron gehörend mit  51 Häuser, 347 Einwohner (davon 137 katholisch), gepfarrt zur evangelischen Kirche in Ober Panthenau, eine katholische Pfarrkirche mit Pfarrwidum, eine katholische Schule, wozu außer Girchlachsdorf, Guhlau und Johannisthal gehörten, eine Lokalie, eine Wassermühle, eine Rustikalbrennerei, zwei Wirtshäuser, 19 Baumwollwebstühle, vier Leinwebstühle, acht Handwerker und vier Händler. Zur katholischen Parochie waren gepfarrt: Girlachsdorf, Guhlau, Johannisthal, Groß Ellguth, verbunden waren: Olbersdorf und Güttmannsdorf.[6]

Mit der Übernahme durch sowjetische Truppen und polnische Administration wurde Girlachsdorf in Gilów umbenannt. Die deutsche Bevölkerung wurde – soweit sie nicht schon vorher geflohen war – vertrieben. Die neu angesiedelten Bewohner stammten teilweise aus Ostpolen, das an die Sowjetunion gefallen war. Gilów ist heute Teil der Landgemeinde Niemcza.

## Sehenswürdigkeiten
- Römisch-katholische Filialkirche St. Hedwig
- Schloss Girlachsdorf
- Schlosspark
- Tatarenschanze

## Persönlichkeiten
- Katja Ebstein (* 1945), Sängerin und Schauspielerin